# Vicenç Badalona Ballestar
Vicenç Badalona Ballestar, auch bekannt als Vicente B. Ballestar (* 1929 in Barcelona; † 7. Juli 2014 ebenda), war ein spanischer Maler.

## Leben und Werk

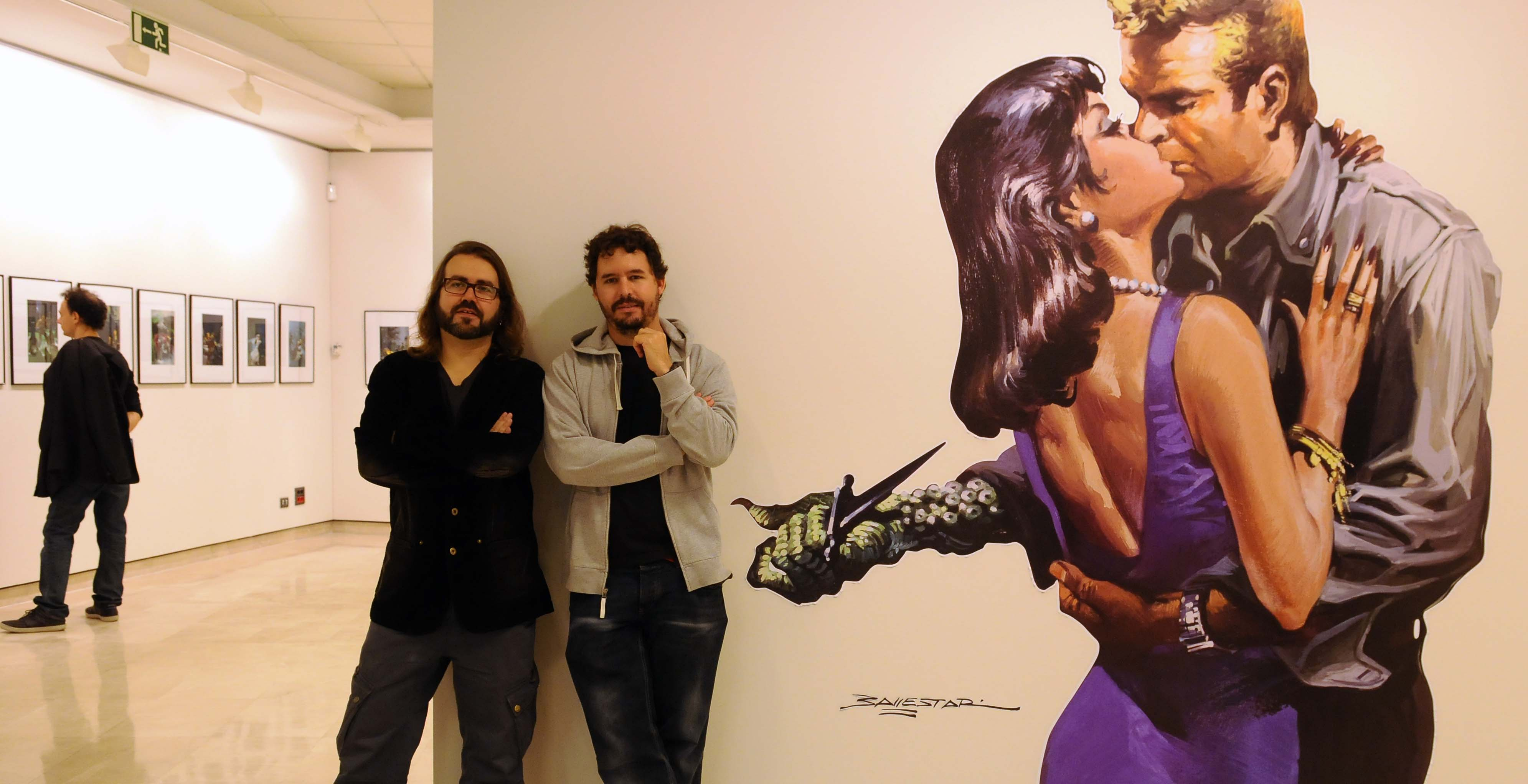
Werk von Vicente B. Ballestar (rechts) auf der Ausstellung "Pulp Visions" in der Casa de Cultura Okendo

Vicenç Badalona Ballestar, Jahrgang 1929, studierte an der Kunsthochschule La Lotja und der Academia Baixas in Barcelona. Zu den bekanntesten Werken Ballestars gehören sicherlich seine Titelbilder zu den Heftroman-Serien Gespenster-Krimi und Geisterjäger John Sinclair, 1973 erfunden vom Autor Helmut Rellergerd alias Jason Dark. Im Laufe der Jahrzehnte entstanden aber auch zahlreiche andere Motive und Illustrationen, unter anderem für die Western-Bestseller-Reihe G.F. Unger, die wie die John-Sinclair-Reihe, ebenfalls im Bastei-Verlag erscheint.
Ballestar war Mitglied der katalanischen Aquarellmaler-Vereinigung und erhielt die Ehrenmedaille dieser Vereinigung. 1988 wurde eines seiner Bilder ins Stadtmuseum von Nîmes aufgenommen, wo er neben Madrid, Barcelona, Céret und Collioure oft ausstellte.
Wie bei vielen spanischen Künstlern waren seine Werke zu Beginn in Kollektiv-Ausstellungen zu sehen (in Spanien und Italien). Neben dem deutschen Bastei-Verlag arbeitete er für die Verlage Hale, Cleveland, Semic, Senic und Winthers und veröffentlichte in seiner Heimat Spanien als Autor bereits zahlreiche Lehrbücher über Malerei und Malkunst.
Als Künstler ist er mit Plakaten in der Sammlung Donau/Bund Österreichischer Gebrauchsgraphiker vertreten.
Sein Begräbnis fand am 9. Juli 2014 auf dem Friedhof Tanatorio Sancho de Ávila in Barcelona statt. Ballestar war Ehrenpräsident der Agrupació d'Aquarel.